# 中国職業能力開発大学校附属島根職業能力開発短期大学校
中国職業能力開発大学校附属島根職業能力開発短期大学校（ちゅうごくしょくぎょうのうりょくかいはつだいがっこうふぞくしまねしょくぎょうのうりょくかいはつたんきだいがっこう）は、島根県江津市にある職業能力開発短期大学校。厚生労働省所管の独立行政法人高齢・障害・求職者雇用支援機構が設置・運営する。ポリテックカレッジ島根の愛称でも呼ばれるが、公式サイトには中国職業能力開発大学校島根校とも表記されている（2012年1月現在）。

## 沿革
- 1993年 - 島根職業能力開発短期大学校が開校。
- 2001年 - 中国職業能力開発大学校附属島根職業能力開発短期大学校に改称。

## 概要
岡山県にある中国職業能力開発大学校の附属で、専門課程として3学科が設置されている。

## 訓練科
- 生産技術科
- 住居環境科
- 電子情報技術科